# Joachim IV (prawosławny patriarcha Antiochii)
Joachim IV, imię świeckie Ibn Juma – prawosławny patriarcha Antiochii w latach 1543–1576.